# Isabel May
Isabel May, née le 21 novembre 2000, est une actrice et mannequin américaine.

## Biographie
Après avoir auditionné pendant trois ans sans décrocher un rôle, May et ses parents ont décidé de suivre ses études en ligne à partir de la classe de seconde afin qu'elle puisse se concentrer sur le théâtre. Six mois plus tard, elle décroche le rôle de Katie dans "Alexa & Katie" sans expérience d'actrice et formation limitée. Elle a ensuite rejoint le casting de "Young Sheldon" en tant que Veronica Duncan, intérêt amoureux du frère de Sheldon, Georgie. Elle joue le rôle d'animatrice de la fête dans le film indépendant "Let's Scare Julie" , un film tourné en continu de 90 minutes produit en 2018. "Run Hide Fight" a eu sa première mondiale à la Mostra de Venise le 10 septembre 2020.
En 2021, May a joué le rôle d'Elsa Dutton, le personnage principal et la narratrice de la série dans la série limitée western Paramount+ 1883 , une préquelle de "Yellowstone" . Elle a reçu des critiques positives et a été nommée comme l'une des jeunes stars les plus prometteuses d'Hollywood par The Hollywood Reporter. Elle est revenue plus tard au rôle de narratrice pour 1923. Pour son rôle, May a remporté le titre d'actrice exceptionnelle dans un téléfilm/série limitée lors de la 24e édition des Women's Image Network Awards . En 2022, May est également apparue dans un second rôle dans la comédie romantique I Want You Back. Elle a également été choisie aux côtés de KJ Apa dans Wonder Twins de DC Extended Universe, mais le film a ensuite été annulé en raison de coupes budgétaires chez Warner Bros. Discovery. Elle a ensuite été choisie pour le rôle principal féminin face à Casey Affleck dans le thriller indépendant The Smack. En 2023, elle a été choisie aux côtés de Jurnee Smollett dans le thriller Sunflower pour Lionsgate .

## Filmographie

### Cinéma
- 2018 : Age of Summer : La fille de l'affiche disparue
- 2019 : Let's Scare Julie[2] : Taylor
- 2020 : Run Hide Fight : Zoe Hull
- 2022 : I Want You Back[3] : Leighton
- 2022 : The Moon and Back : Lydia Gilbert
- 2025 : Falling : Jillian
- 2026 : Scream 7 de Kevin Williamson : la fille de Sidney Prescott

### Télévision
- 2018–2020 : Alexa et Katie (Série TV) : Katie Cooper
- 2018-2020 : Young Sheldon (Série TV) : Veronica Duncan
- 2021-2022 : 1883 (Série TV) : Elsa Dutton
- 2022-2023 : 1923 (Série TV) : Elsa Dutton (voix off)
- 2024 : Masters of the Air (Série TV) :  Marjorie "Marge" Spencer

## Voix françaises
- Sara Chambin[4] dans (les séries télévisées) :
  - 1883
  - 1923

Et aussi
- Claire Tefnin dans Alexa et Katie (série télévisée)
- Veronica Duncan dans Young Sheldon[4] (série télévisée)
- Audrey D'Hulstère dans Run Hide Fight
- Sarah Barzyk dans I Want You Back (en)[4]
- Peggy Martineau dans Masters of the Air[4] (mini-série)